# Піщаний острів (Якутія)
Піща́ний о́стрів (рос. Песчаный остров) — невеличкий острів морі Лаптєвих. Територіально відноситься до Якутії, Росія.
Розташований за 74 кілометри на схід від острова Великий Бегічів та 62 км на північ від материка. Острів має атолоподібну форму, витягнутий із півночі на південь. В центрі міститься велика лагуна. Вкритий пісками.
| Росія | Це незавершена стаття з географії Росії. Ви можете допомогти проєкту, виправивши або дописавши її. |